# Alfred Daiber
Alfred Daiber (* 9. Juni 1886 in Böblingen; † 27. Juni 1961 in Stuttgart) war ein deutscher Architekt, der zunächst freiberuflich in Stuttgart, von 1936 bis 1942 als Baubeamter in Hamburg und nach 1945 wiederum selbstständig arbeitete.

## Leben
Alfred Daiber war Sohn des Fabrikdirektors Fritz Daiber. Von 1904 bis 1909 absolvierte er ein Architekturstudium an der Technischen Hochschule Stuttgart, u. a. bei Theodor Fischer und Paul Bonatz, zwei Vertreter der „Stuttgarter Schule“. Nach Ablegung des Diploms wurde er Leiter des Stadterweiterungsamtes in Neukölln (heute Berlin). Am Ersten Weltkrieg nahm er als Hauptmann teil.
Nach Ende des Krieges machte Daiber sich als Architekt in Stuttgart selbständig. Ab Mitte der 1920er Jahre war er u. a. am Bau der Raitelsbergsiedlung beteiligt und entwarf die Raitelsbergschule. Außerdem zeichnete er für das Verwaltungsgebäude des Württembergischen Revisionsvereins (1928) und das AOK-Haus (1932) verantwortlich – beide geprägt von Vorstellungen des Neuen Bauens. Schließlich erreichte er mit dem Bau der Brenzkirche (1933) einen vorläufigen Höhepunkt seines Schaffens.
Alfred Daiber war bereits 1932 in die NSDAP eingetreten und wurde 1936 zum Leiter des Hochbauamtes in Hamburg ernannt – zuständig für den Entwurf öffentlicher Bauten, insbesondere Kliniken. Während seiner Tätigkeit als Baudirektor in Hamburg entwickelte er mit Carl-Friedrich Fischer ab 1937 den Gedanken, die Elbe durch eine Hochbrücke zu überqueren, den später auch Konstanty Gutschow verfolgte.
Obwohl zuvor Karl Ahrens im Rahmen der planerischen Entwürfe zum Gauforum die Beteiligung aller deutschen Architekten ankündigte, wurden nur Werner March, Konstanty Gutschow, Hans Großmann, Erich zu Putlitz und zuletzt Alfred Daiber aufgefordert, Entwürfe für das in diesem Zusammenhang stehende Gauhochhaus einzureichen.
In den 1950er Jahren war Daiber in Reichenbach bei Oberstdorf ansässig und selbstständig tätig.
Sein älterer Bruder war der Architekt und Maler Hans Daiber (1880–1969).

## Bauten und Entwürfe
- 1926–1928: städtebauliche Planung der Raitelsberg-Siedlung in Stuttgart-Ost[6]
- 1927: Wettbewerbsentwurf für das evangelische Gemeindehaus an der Altenburger Steige in Stuttgart (nicht ausgeführt)[7]
- 1927/1928: Wettbewerbsentwurf für eine Schwimm- und Badeanstalt in Reutlingen (Ankauf, nicht ausgeführt)[8]
- 1928 Verwaltungsbau des Württembergischen Revisionsvereins, Stuttgart-West, Bebelstr. 48[9]
- 1928: Wettbewerbsentwurf für ein Verwaltungsgebäude des Ortskrankenkassenverbands Stuttgart (prämiert mit dem 1. Preis)[10]
- 1928–1929: Raitelsbergschule in Stuttgart, Röntgenstraße
- 1929: Wettbewerbsentwurf für die Neckarufer-Bebauung in Stuttgart (gemeinsam mit Max Jacobshagen; prämiert mit einem 2. Preis)
 Im Rahmen der Neubebauung der Cannstatter Wasen sollte auch die Einbindung der Villa Berg mit dem zugehörigen Park erfolgen.[11]
- 1932: Friedhofskapelle in Winnenden[12]
- 1932–1933: evang. Brenzkirche in Stuttgart-Weißenhof, Am Kochenhof 7 (1939 durch Rudolf Lempp mit einem Steildach aufgestockt; nach Kriegsschäden 1947 durch Lempp wiederaufgebaut; unter Denkmalschutz)[13]
- 1936: Pläne für die neue württembergische Feuerwehrschule auf dem Stumpenhof in Plochingen (wegen Kriegsbeginn nicht ausgeführt)[14]
- 1952: Gedächtnisstätte für die Gefallenen und Vermissten beider Weltkriege an der Nordwestseite der Pfarrkirche St. Michael in Oberstdorf-Schöllang[4]